# Улы-Жыланшык
Улы-Жыланшык (каз. Ұлы Жыланшық) — река в Казахстане, протекает по территории Амангельдинского и Джангельдинского районов Костанайской области. В русскоязычных источниках может также именоваться Жыланшы и Джиленчик.
Образуется слиянием рек Дулыгалы-Жыланшык и Улькен-Жыланшык, которые в свою очередь берут начало в горах Улытау. Улы-Жыланшык течёт на северо-запад, затем поворачивает на юго-запад. Впадает в бессточное солёное озеро Акколь.
Длина реки составляет 277 км (вместе с крупнейшим из истоков Улькен-Жыланшык — 422 км). Площадь водосборного бассейна — 26 000 км². Питание в основном снеговое. Воды используются для орошения.
В долине среднего течения реки располагается одноимённое скопление ископаемых останков фауны периода миоцена.